# Тодор Герчев
Тодор T. Герчев е български предприемач и общественик, развивал дългогодишна търговска дейност във Варна.

## Биография
През 1885 г. заедно с брат си Стефан основава манифактурен магазин за търговия с галантерийни стоки на ул. Преславска.
На 21 май 1895 Тодор Герчев е член на училищно настоятелство и кандидат за общински съветник за Варненската градска община. Поради смъртта на своя брат и съдружник през 1915 Т. Герчев закрива събирателното дружество Бр. Герчеви и прехвърля всички негови активи и пасиви на своя самостоятелна фирма за манифактурна и галантерийна търговия. Развива успешна търговия в конкурентна среда, налице са свидетелства и за неговата дарителска дейност.
През 1924 г. е кандидат от листата на манифактуристите в изборите за членове на комисията на Непрофесионалните организации при Търговско-индустриалната камара във Варна. През същата година Тодор Герчев е председател на Сдружението на манифактуристите, галантеристите и стъкларистите в града.
През 1930 г. открива новопостроено собствено търговско здание на ул. Цар Борис, чиито оригинален вид е преобразен през 1970-те.